# Sumberejo (Purwodadi)
Sumberejo is een bestuurslaag in het regentschap Purworejo van de provincie Midden-Java, Indonesië. Sumberejo telt 839 inwoners (volkstelling 2010).